# وليد الحسيني
وليد الحسيني مؤلف وناشط حقوقي ومدون، في أكتوبر 2010 اعتقلته السلطة الفلسطينية بتهمة إهانه الشعور الديني والتعدي على أرباب الشرائع وإثاره النعرات الدينية والمذهبية والطائفية ضد الإسلام بصفحات الفايسبوك وبمدونته الإلكترونية، ولقد تسبب اعتقاله هذا في ردود أفعال غاضبة على صعيد دولي.
في الـ 16 من أكتوبر 2010، كتبت صحيفة نيويورك تايمز: «لقد أدت القضية إلى جذب الانتباه لقضايا شائكة مثل حرية التعبير، إذ ما زالت السلطة الفلسطينية تعتبر الانتقاد اللاذع للدين كجريمة، مما يدل على اصطدام ثقافي بين مجتمع محافظ من جهة والإنترنت»

## نشأته
ولد الحسيني في مدينة قلقيلية، شمال الضفة الغربية 25 حزيران وحصل على شهادة جامعية في علوم الكمبيوتر. ومن جراء البطالة كان يساعد والده بضع ساعات في اليوم بصالون الحلاقة. ولقد وصفه من عرفوه حينذاك بأنه كان ”شابا عاديا“ يصلي بانتظام في المسجد يوم الجمعة.
في مطلع العشرين من عمره بات شاب قلقيلية يمضي الكثير من الوقت متصلا بالإنترنت. ووعندما اكتشفت والدته مقالات عن الإلحاد بجهاز الكمبيوتر الخاص به، بادرت إلى إلغاء الاشتراك في الإنترنت على أمل أنه سوف يتخلى عن مواقفه ووجهات نظره. إلا أن وليد الحسيني بادر بالتردد على مقهى الإنترنت المحلي حيث كان يمضي ساعات على الشبكة وهو منعزل بزاوية.
بنشره تحت اسم وليد الحسيني على صفحات الفايسبوك وعلى مدونته الشخصية، فإن الحسيني، كماورد بصحيفة نيويورك تايمز، "قد أثار غضب المسلمين بعالم التدوين حيث كان يدافع عن الإلحاد، ويسخر باقتباسه لآيات قرآنية مع تصرف وينتقد حياة النبي محمد أثناء الدردشة على الإنترنت متخذا لنفسه اسم God Almighty : ”الله سبحانه“ حيث اتهموه أيضا بادعاء الالوهيه
وصف وليد الحسيني إله الإسلام بأنه "بدوي بدائي وإلاه مجسم". وكتب عن النبي محمد بأنه"مهووس بالجنس" حيث كان يخترق ويتجاوز جميع ما صنف كمعروف في زمانه وذلك " تلبية لماناسب شهواته وغرائزه "، معتبرا أن محمدا لم يكن يختلف عن "الصعلوك قاطع الطريق الذي يذبح ويسلب ويغتصب النساء". في مقالة عنونها "لماذا غادرت الإسلام" ونشرها بمدونته الأولى ”نور العقل"، كتب وليد الحسيني أن المسلمين "يعتقدون أن كل الذين يتخلون عن الإسلام إنما هم عملاءأو جواسيس يعملون لحساب الدول الغربية، بما في ذلك إسرائيل...ولا يقرون بعد بحرية كل إنسان أن يصدق ما يناسب اقتناعاته".
وأصر الحسيني على التأكيد أن هذا لا يعني أن المسيحية أو اليهودية أفضل من الإسلام بل يرى أن جميع الأديان ما هي إلا «خليط من أساطير لا تصدق، كلها في تنافس للحصول على أسمى درجات الغباء». ورفض الحسيني مقولة إن الإسلام دين تسامح وعدالة اجتماعية ومساواة. كما انتقد معاملة الإسلام للنساء وإعاقته للإبداع البشري وشكك في الإعجاز العلمي المزعوم بما نص عليه القرآن.فمجموعات الفيسبوك التي أنشأها الحسيني نشرت مئات من التعليقات الغاضبة والتهديدات بالقتل
وأثارت إنشاء أكثر من إثنى عشر جماعات فيسبوكية مضادة ومناهضة له. ولقد استقطبت مدونته بالعربية في ذروتها أكثر من 70000 زائر اسبوعيا.

## الاعتقال والسجن
تردد الحسيني لعدة أشهر على مقهى السيبر بقلقيلية. وانتهى صاحب المحل، باعتبار ذلك النشاط مشبوها: «في بعض الأحيان كان الحسيني يبقى قاعدا بالمحل حتى بعد منتصف الليل، أكثر من ثمان ساعات على التوالي، لا يراوح الزاوية التي بها يجلس. وقال إنه كان من السرية بمكان إذ لا يريد أن نطلع على ما بشاشته».ولما استعمل صاحب المقهى برنامجا لرصد ما يتبادل انطلاقا من المحل، اكتشف بما كان يكتبه الحسيني تطاولا على الديانات. وقال أبو عصب إنه وثلاثة آخرون من أصدقائه كانوا على علم بما كان يكتبه الحسيني و «لربما قد يكون شخص ما» قد أبلغ السلطات بمجرى الأمور.
بعدما علمت قوات الأمن التابعة للسلطة الفلسطينية بهذا، تتبعت نشاط الحسيني عدة أسابيع.وفي الـ
31 من أكتوبر 2010، ألقي القبض عليه بينما هو جالس بمقهى الإنترنت.وفي نوفمبر 2010، أخبرت وكالة معا، لأول مرة، بإلقاء القبض على «المدون المثير للجدل الذي أثار غضب بعض المسلمين بمنشوراته على الفيسبوك»
لم تقدم قوات الأمن التابعة للسلطة الفلسطينية أي تفسير للحسيني أثناء اعتقاله. ووفقا لما قاله خبير بالقوانين الجاري بها العمل في فلسطين، فإن كان بالإمكان توجيه إتهام قانوني للحسيني، فإنه سيكون وفقا لقانون أردني يجرم التشهير بالدين ويرجع تاريخ الإقرار به إلى سنة 1960، ولا يزال هذا القانون ساريا في الضفة الغربية. وقال تيسير التميمي، رئيس المحكمة الإسلامية السابق في المنطقة، إن الحسيني هو أول شخص يعتقل بالضفة الغربية بسبب آرائه في موضوع الدين.
وفي ديسمبر 2010، أفاد مصدر أمني فلسطيني أن الحسيني سيبقى في السجن توخيا لحمايته: «إنه لا يمكن الإفراج عنه خوفا من أن تغتاله عائلته» هيومن رايتس ووتش السلطة الفلسطينية لتوجيه الاتهام له أمام المحكمة أو الإفراج عنه، مشيرة إلى أن كل احتجاز يتجاوز 72 ساعة إنما هوانتهاك للقوانين الفلسطينية الجاري بها العمل. بعد السجن مدة عشرة أشهر، أطلق سراح الحسيني بكفالة، ولكن تم القبض عليه مرات متعدد لمدة بضعة أيام في كل مرة. ولقد تعرض للتعذيب أثناء إحدى هاته الاعتقالات وقام مسؤولون أمنيون من
السلطة الفلسطينية بكسر جهازين من أجهزته للكمبيوتر وأمروه بوضع حد لنشر وجهات نظره على شبكة الإنترنت.

## ردود الأفعال
كانت عائلة وليد الحسيني خجلة مما فعله كما صرح بذلك والده خالد، وقال إنه قيد العلاج وأنه ”مسحور“ من قبل تونسية التقى بها عبر الفيسبوك. ووفقا لما جاء عن بني أعمام الحسيني فإن أمه تريد له سجنا مؤبدا لاستعادة شرف العائلة أولا ثم لحمايته من الميليشيات الدينية.
بمحافظة قلقيلية يبدو أن هنالك إجماع على إدانة أفعال الحسيني وعلى المطالبة ببإعدامه. وقال أحدسكانها البالغ 35 سنة من العمر: «يجب أن يحرق حيا بالساحة العمومية كي يكون ذلك رادعالأمثاله»
وحول اعتقال الحسيني خيم الصمت إلى مدى بعيد على المنظمات الفلسطينية لحقوق الإنسان. وقال حقوقي من مؤسسة الحـــق، وهي منظمة لحقوق الإنسان مقرها في رام الله: «أنا أحترم حق الحسيني في أن تكون لديه مثل هاته الآراء، ولكن يلزمه الامتثال للقانون، هناك حدود لحرية التعبير». وقال إنه يعتقد أن للحسيني مسؤولية بهاته الجريمة قد تؤدي إلى الحكم عليه سجنا لمدة تتراوح بين ثلاثة أشهر وثلاث سنوات.

### على الصعيد الدولي
وبفضل مجموعة على الفيسبوك وعرائض عدة نشرت للتوقيع، لاقت قضية الحسيني صدى وتضامنا دوليا عبر الإنترنت. فلقد روج الائتلاف اللاديني (منظمة لناطقين باللغة العربية مقرها في الأردن) لعريضة تدعو إلى الإفراج عن وليد الحسيني. وذلك هو ما طالبت به كذلك منظمة هيومن رايتس ووتش (HRW). وقد اتخذ جو ستورك (Joe Stork)، المدير لقسم الشرق الأوسط لمفوضية هيومن رايتس ووتش، موقفا صريحا أعلن من خلاله: «بات من اللازم على العدالة الفلسطينية أن تبرهن عن نزاهتها من خلال حماية الحق في حرية التعبير وإصدار أمر بالإفراج عن وليد الحسيني وضمان سلامته»
وأعرب وزير الخارجية الفرنسي عن قلقه إزاء هذا الاعتقال وقال: «تشعر فرنسا بالقلق من المخاطر المحذقة بالحريات الأساسية، لا سيما حرية التعبير التي يقوضها تجريم المساس بالدين». وفي صحيفة وول ستريت جورنال (وول ستريت جورنال) كتب بريت ستيفنس (Bret
Stephen) الصحفي المختص في الشؤون الخارجية ما يلي: «إذا كان الفلسطينيون لا يطيقون حرية مفكر واحد يعيش بكنفهم، فإنهم أبدا لن يقيموا لأنفسهم أية حرية بالمعنى الحقيقي. وإذا لم تندد الولايات المتحدة اليوم بهذا التجاوز فإننا لن نفعل ذلك على المدى الطويل».
وفي هذا الشأن، تساءل مقال افتتاحي بصحيفة لوس انجليس تايمز: «هل الدولة الفلسطينية الجديدة قيد الانجراف نحو قيم وشرائع إسلامية أصولية، كما يود ذلك عديد من مؤيدي حماس، أم هي عاقدة العزم على تأسيس مجتمع أكثر انفتاحا وديمقراطية؟»
ولقد أشارت ضياء حديد من أسوشيتد برس  إلى أن "السلطة الفلسطينية، التي تدعمها ماديا دول غربية، تتكون من حكومة هي الأكثر تحررا بالمنطقة إذ تسودها السماحة تجاه المعتقد الديني وهي في معظمها بأيدي نخب علمانية غالبا ما ناهضت بل وطاردت المتطرفين الذين كانوا على صلة وعبرت ضياء حديد عن تخمين مفاده أن الغضب ضد وليد الحسيني لربما "يعبر عن تخوف المسلمين من تعرض عالمهم وعقيدتهم للتهجم من قبل الغرب". وحسب وكالة الأنباء الفلسطينية، يعتبر المجتمع الفلسطيني رغم علمانيته السياسية – مثل هاته المواقف بحماس، بندها السياسي والآراء "كمعاداة وكتحريض ضد الدين أكثر من اعتبارها كحرية للتعبير".

## إنشاء مجلس المسلمين السابقين في فرنسا
في السادس من يوليو 2013، أسس وليد الحسيني وثلاثون من المسلمين سابقا مجلسا (Conseil des Ex Musulmans de France) يقدم نفسه بأنه «يتألف من الملحدين ومن المفكرين الأحرار والإنسانيين من المسلمين سابقا الذين اتخذوا مواقف واضحة لتعزيز العقلانية وقضية الحقوق العالمية وكذا العلمانية». إنه مجلس يعارض "أي تمييز ويندد بكل أشكال التعذيب أو سوء المعاملة“ التي قد يبررها ما يدعى "احترام الديانات«. فالمجلس يطالب إذن بـ» حرية انتقاد الأديان«و» حظر العادات والتقاليد أو الأنشطة الدينية التي تتعارض مع أو تنتهك حقوق وحريات الإنسان«. والمجلس هذا يطالب كذلك بـ» حظر أي ممارسة ثقافية أو دينية تكون عائقا أو تعارض التحكم الذاتي للمرأة وحرية إرادتها ومساواتها مع الرجل«. وإذ يسمي المجلس الأشياء بمسمياتها فإنه يدين» أي تدخل من أي سلطة كانت، أمن طرف الأسرة أو الوالدين أو أي مسؤول عن السلط السياسية في الحياة الخاصة للنساء والرجال وفي علاقاتهم، وفي هذا الصدد، دعي وليد الحسيني من طرف إذاعه فرانس أنتير التي خصصت له حصة كاملة من برنامجها ”يغيرون وجه العالم“.

## المؤلفات
في تاريخ 14 / 1 /2015 نشر وليد الحسيني كتاب باللغة الفرنسيه واحدث ضجه في فرنسا وحقق نسبه مبيعات عاليه تحت اسم مزدري سجون الله
Blasphémateur ! : les prisons d'Allah, 2015, Grasset (ISBN 978-2-246-85461-6)